# Memphis (design)

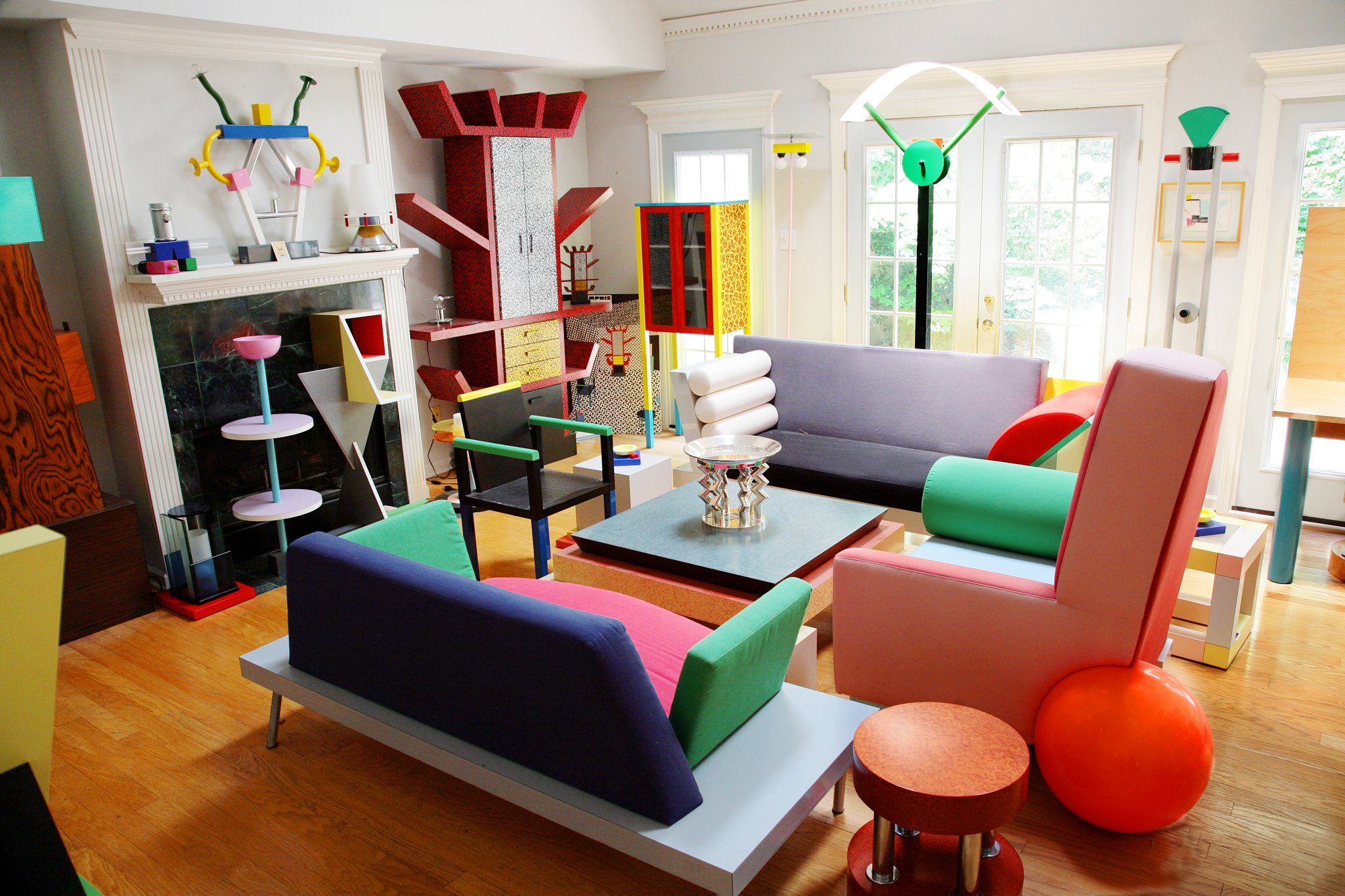
Una collezione di oggetti Memphis

Memphis, noto anche come Gruppo Memphis, Memphis Design o Memphis Milano, è stato un collettivo italiano di design e architettura fondato da Ettore Sottsass, attivo tra il 1981 e il 1987.
Il gruppo emerse come uno dei massimi esponenti della scena postmodernista degli anni 80 del XX secolo, grazie a progetti audaci che traevano spunto dal design passato e presente; suoi tratti distintivi furono il ricorso a colori vivaci e forme geometriche, con un sapiente recupero del kitsch.

## Storia

### Origine
La genesi di Memphis affondò le sue radici nell'approccio sperimentale al disegno industriale che Ettore Sottsass e Michele De Lucchi avevano portato avanti, alla fine degli anni 70 del Novecento, durante la loro esperienza all'interno dello Studio Alchimia e la contemporanea vicinanza ai concetti del design radicale. Il collettivo vero e proprio nacque da un incontro informale organizzato da Sottsass nella sua casa milanese l'11 dicembre 1980, per discutere generalmente di nuove forme espressive legate al design; assieme a De Lucchi, parteciparono all'invito i colleghi Aldo Cibic, Matteo Thun, Marco Zanini e Martine Bedin. Insieme, decisero di creare un gruppo di lavoro come reazione allo stile che aveva caratterizzato il design degli anni 70, molto minimalista, ritenuto senza personalità e contraddistinto da un aspetto patinato nonché da colori poco brillanti, nero in primis.

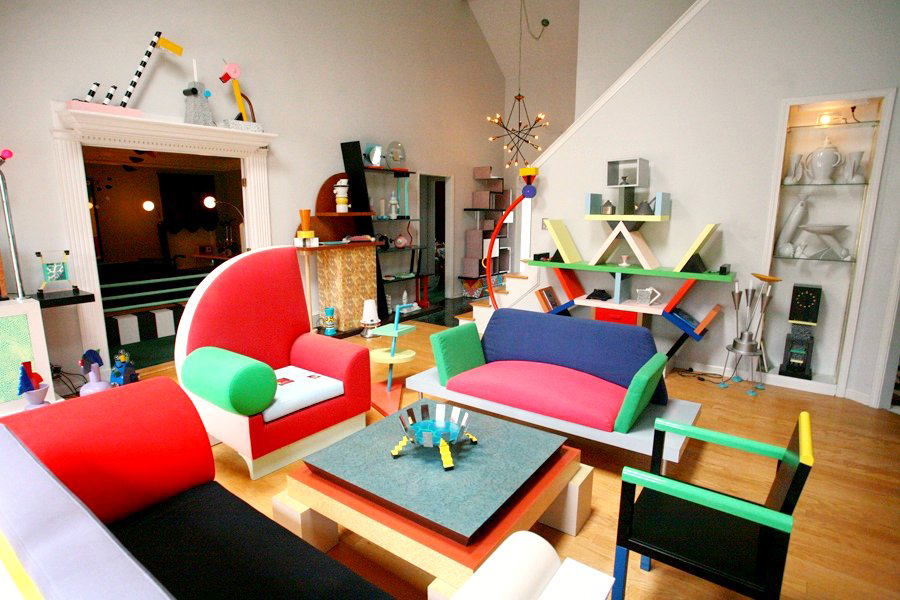
Il collettivo utilizzava colori accesi e vivaci, ispirandosi soprattutto alla cultura di massa e alla vita quotidiana

Il nome del gruppo venne ispirato da una canzone di Bob Dylan, Stuck Inside of Mobile with the Memphis Blues Again, più volte ascoltata nella serata, e che durante la riproduzione si era inceppata proprio sulla frase «with the Memphis Blues Again»; questo venne scelto per le sue diverse implicazioni, dato che era sì il nome della città natale di Elvis Presley (Memphis) ma anche della capitale dell'Antico Egitto (Menfi), evocando così delle ironiche suggestioni tra alta e bassa cultura.

### Successo e impatto
Al successivo incontro, avvenuto nel febbraio 1981, i membri del gruppo si presentarono con un centinaio di proposte inerenti mobili e altri oggetti, tutti con linee audaci e molto colorati. L'ispirazione venne da movimenti come l'art déco e la pop art, il kitsch degli anni 50 e da temi futuristi, oltreché dalla società di massa e dalla vita quotidiana: i loro concetti erano in netto contrasto con il cosiddetto good design. Del gruppo facevano parte, tra gli altri, architetti e designer quali Alessandro Mendini, Andrea Branzi, Nathalie du Pasquier, Michael Graves, Hans Hollein, Arata Isozaki, Shirō Kuramata, Javier Mariscal e George Sowden, oltre alla giornalista Barbara Radice.

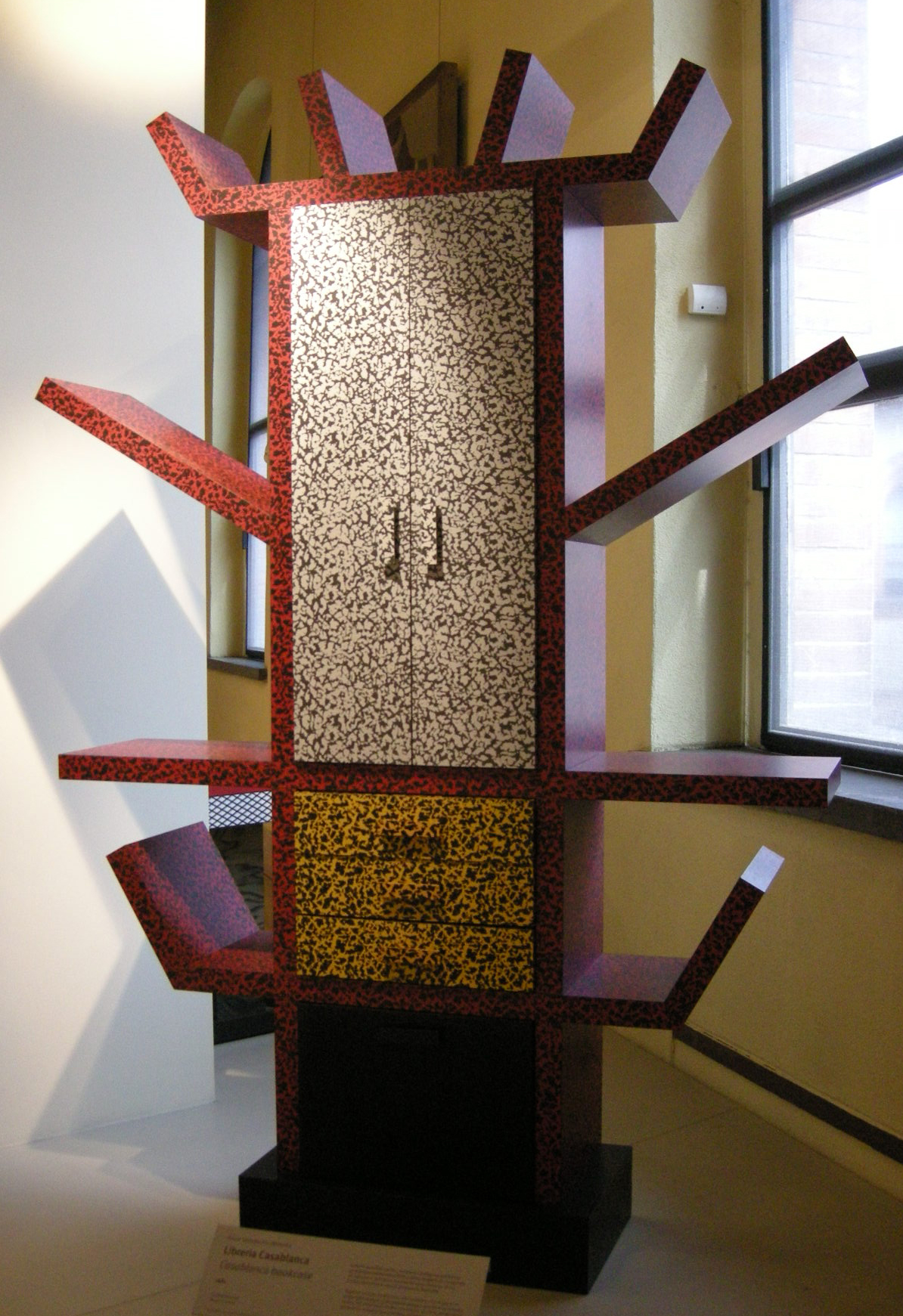
La libreria Casablanca di Ettore Sottsass del 1981

Memphis, che intanto aveva eletto Ernesto Gismondi suo presidente, entrò quindi in contatto con aziende produttrici di mobili e ceramiche e, il 18 settembre 1981, tenne la sua prima mostra alla galleria Arc '74 di Milano, in cui vennero esposti orologi, mobili, lampade e oggetti in ceramica; tra i più noti, le librerie Carlton e Casablanca nonché l'armadio Beverly dello stesso Sottsass, le sedie Oberoi di Sowden e la lampada Super lamp di Bedin. Nello stesso anno il gruppo pubblicò anche un libro, Memphis, The New International Style, che ne illustrava l'attività e la filosofia, e contestualmente iniziò a esporre in mostre organizzate in tutto il mondo da Radice, nel frattempo divenuta direttore artistico del gruppo.
Molti degli oggetti erano rivestiti in laminato plastico, materiale considerato povero e scelto appositamente per la sua "mancanza di cultura"; il collettivo faceva anche ampio uso di vetro, e combinava il tutto con colori accesi e vivaci, texture e decorazioni volte a generare ottimismo. I suoi oggetti erano volutamente "non intellettuali", ma una celebrazione invece della normalità e della banalità in una società di massa.
Tra gli addetti ai lavori, il percorso intrapreso da Memphis produsse reazioni contrastanti, mentre il pubblico accolse positivamente le sue manifestazioni postmoderniste, in perfetta sintonia con la cultura post-punk dei primi anni 80 che trovò germinazione anche nell'arte e nell'architettura di quel decennio. A differenza del freddo "buon gusto" fin lì imperante con il modernismo, il nuovo e vivace linguaggio di Memphis colpì l'opinione pubblica, guadagnandosi l'attenzione e le copertine delle maggiori riviste del pianeta.

### Eredità
Nonostante il successo, il movimento era stato concepito fin dal principio come un qualcosa di fugace e senza futuro. Sottsass lasciò il collettivo da lui fondato già nel 1985 e, una volta esaurito il suo scopo – ovvero quello di contrastare con uno stile molto aggressivo il design minimale dell'epoca, influenzando lo sviluppo di quello moderno –, il gruppo si sciolse definitivamente nel 1988.
La breve esperienza di Memphis rimane comunque una tappa importante nel processo d'internazionalizzazione del postmodern, avendo dato il "la" a un'intera generazione di designer poi rimasta alla ribalta nei decenni successivi. Gli oggetti prodotti dal collettivo sono tuttora ambiti dai collezionisti, tra cui vi era lo stilista Karl Lagerfeld, e il disegno dei suoi oggetti continua a essere fonte d'ispirazione nei più svariati campi, in particolare nel design della moda – come accaduto per le collezioni di Christian Dior (2011), Missoni (2015) e Valentino (2017).

## Artisti
- Ettore Sottsass
- Renzo Brugola
- Martine Bedin
- Thomas Bley
- Andrea Branzi
- Aldo Cibic
- Roberto Gavazzi
- Massimo Iosa Ghini
- Michael Graves
- Hans Hollein
- Shirō Kuramata
- Michele De Lucchi
- Javier Mariscal
- Chung Eun Mo
- Nathalie du Pasquier
- Barbara Radice
- Maria Sanchez
- George J. Sowden
- Peter Shire
- Gerard Taylor
- Matteo Thun
- Masanori Umeda
- Marco Zanini
- Marco Zanuso